# Bokon
Bokon är en svensk internetbokhandel. Bokon grundades 2012 och ägdes då av Schibsted, De oberoende och Piratförlaget. År 2015 övertogs bolaget helt av Piratförlaget.